# Ducato di Peñafiel

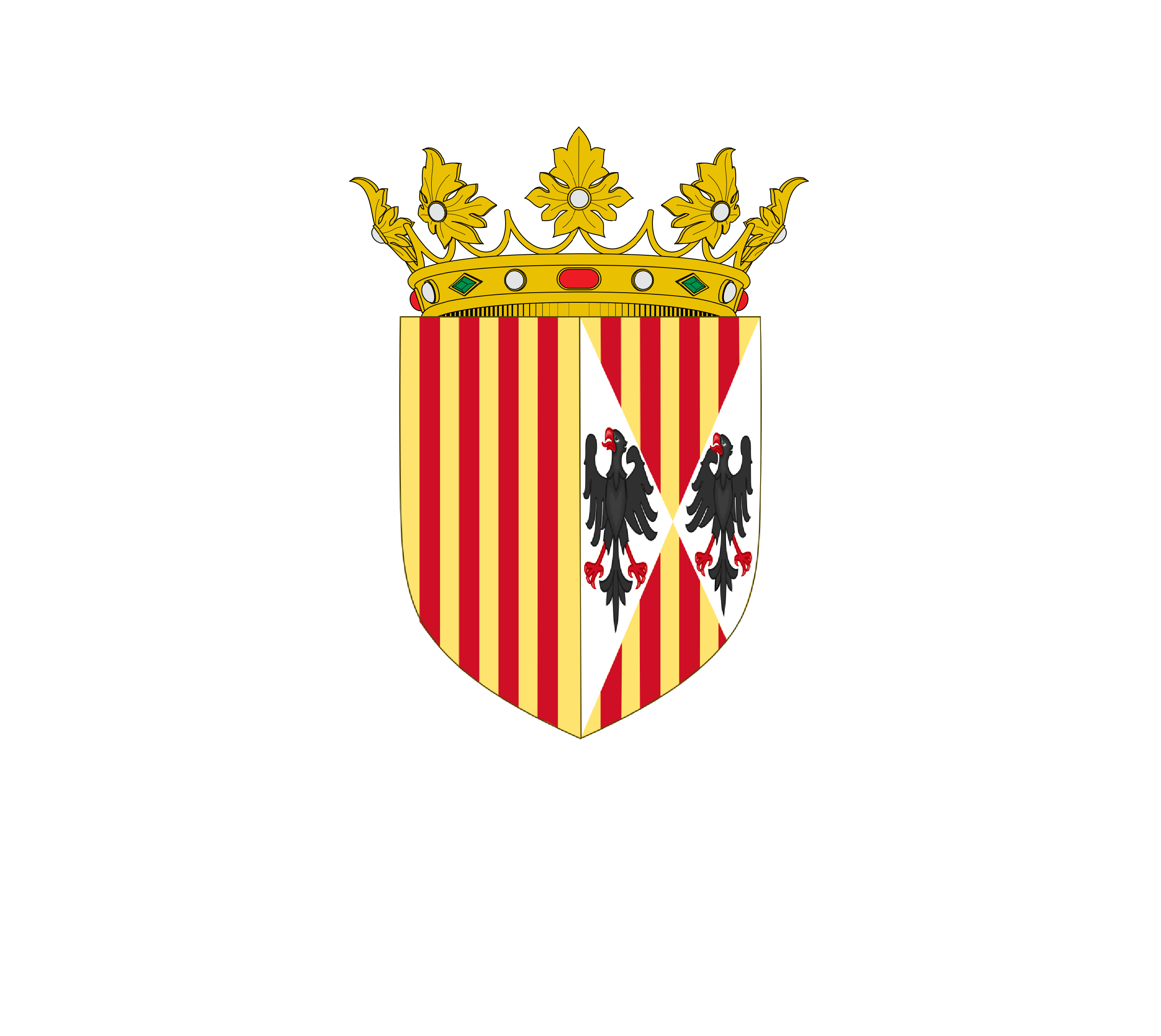
Stemma del Ducato di Peñafiel

Il ducato di Peñafiel è un titolo nobiliario spagnolo creato nel febbraio del 1390 dal re Giovanni I di Castiglia per il figlio, l'infante Fernando d'Antequera, che poi lo cedette al figlio Juan (il futuro Giovanni II d'Aragona).
Il nome fa riferimento alla municipalità di Peñafiel, nella Provincia di Valladolid.
Giovanni II di Aragona fu l'ultimo a vantare il titolo, dato che Enrico IV di Castiglia lo incamerò nel 1430 alla corona, dando fine al grande potere economico e politico che gli infanti di Aragona avevano avuto in Castiglia.
|                                   | Titolare                          | Periodo                           |
| Creato da Giovanni I di Castiglia | Creato da Giovanni I di Castiglia | Creato da Giovanni I di Castiglia |
| --------------------------------- | --------------------------------- | --------------------------------- |
| I                                 | Fernando d'Antequera              | 1390-1416                         |
| II                                | Giovanni II di Aragona            | 1416-1430                         |